# Riu American
El riu American (literalment riu Americà o abans riu dels Americans sota domini mexicà) és un curs d'aigua situat a Califòrnia conegut com el lloc de Sutter's Mill, nord-oest de Placerville. Aquí es va trobar or el 1848, el que va conduir a la febre de l'or de Califòrnia.
El riu recorre des de la serralada de Serra Nevada, passant per l'àrea metropolitana de Sacramento, on aboca les seves aigües al riu Sacramento en el seu camí cap a la badia de San Francisco. Avui dia aquest riu és conegut pels seus ràpids d'aigües blanques.

## Curs
El riu American està dividit entre les bifurcacions del nord, centre i sud, que contenen els paradisos de recreació al que acudeixen més d'un milió de visitants a l'any al Comtat de El Dorado, Comtat del Placer, i el comtat de Sacrament en la serralada de les Muntanyes de Serra Nevada de Califòrnia del Nord. El riu neix en els boscos nacionals de Tahoe i El Dorado. Des de la confluència de Auburn, el cabal de les bifurcacions del nord i del centre s'uneixen a una altura de 200 metres en un canyó boscós de 240 metres de profunditat i és anomenat bifurcació del nord. Aquest serpenteja a través de canyons, travessa l'abandonada presa de Auburn i prossegueix per abruptes canyons fins a arribar a la seva confluència amb la bifurcació del sud, al llac Folsom. Les tres bifurcacions són conegudes pels seus canons verds, crestes boscoses, massives formacions de roca, senders, durant l'hivern esports d'aventures entre els pics nevats, la pesca i el rafting.
Després de passar pel llac Folsom passa per una zona urbanitzada però està separat d'aquesta per un parc ribereny, l'Avinguda del riu American.